# ヤマノホールディングス
株式会社ヤマノホールディングス（英: YAMANO HOLDINGS CORPORATION）は、東京都渋谷区に本社を置く持株会社である。現在は事業会社を吸収合併したため、事業持株会社となっている。

## 概要
創業者・山野愛子は「美道五原則――髪・顔・装い・健康美・精神美」を提唱し、その理念を形にして、美容関連の商品をはじめとする数多くの事業を手掛けるようになった。
和装品や宝飾品などの卸売および小売を行う子会社を傘下にもつ持株会社で1987年（昭和62年）かねもり株式会社として設立した。1990年（平成2年）にかねもり株式会社（実質上の存続会社）は、日本エスピーエス株式会社（形式上の存続会社）に吸収合併されて同時に商号をかねもり株式会社に変更した。2001年（平成13年）10月1日に持株会社制へ移行し、商号を株式会社ヤマノホールディングスコーポレーションとし、会社分割によりかねもり株式会社（のちの株式会社ヤマノリテーリングス）を設立、2006年（平成14年）に現在の商号へ変更している。2005年には傘下に収めていた宝石・貴金属取り扱い専門店の株式会社サトウダイヤモンドチェーンと株式会社ビ・ゴールを合併させて「株式会社ヤマノジュエリーシステムズ」に、またスポーツジムを展開している株式会社ヤマノビバスポーツと株式会社パワーズも合併させて「株式会社ヤマノスポーツシステムズ」にそれぞれ社名変更させている
積極的なM&Aによりグループを拡大させたものの、経営効率の低下をまねくなどしたため、現在はグループの再編・統合を進めている。2009年（平成21年）10月に株式会社ヤマノリテーリングス、株式会社きのはな、株式会社ヤマノ1909プラザ、株式会社ヤマノプラザ、株式会社ヤマノスポーツシステムズ、株式会社スポーツマンクラブ、株式会社ヤマノクレジットサービス、株式会社ヤマノインベストメントの8社を吸収合併し、和装カンパニー、きのはなカンパニー、DSMカンパニー、スポーツカンパニー、金融カンパニーとしている。
2010年（平成22年）3月1日に、きのはなカンパニーを同カンパニーの事業部長で旧・株式会社きのはなの代表取締役であった伊藤明夫の全額出資で設立された新・株式会社きのはなに事業譲渡。これにより株式会社きのはなはヤマノグループから離脱した。また、同月31日にはヤマノ企業活性投資事業組合を解散した。
2012年（平成24年）10月に、本体に株式会社ヤマノジュエリーシステムズを吸収合併するとともに、株式会社ヤマノ1909セイビングと株式会社アールエフシーを合併し、株式会社ヤマノセイビングとしている。
2014年（平成26年）4月に、子会社の堀田丸正が2012年に設立したHMリテーリングス株式会社の全株式を譲り受け、同年7月に吸収合併した。
2017年（平成29年）5月に、スポーツ事業をRIZAPグループ傘下のRIZAP株式会社に事業譲渡するとともに、子会社であった堀田丸正が第三者割当増資によりRIZAPグループ傘下に入ることを承認、保有する堀田丸正株式の大半を売却した。
2020年（令和2年）3月、関東で学習塾フランチャイズを運営するマンツーマンアカデミーの株を取得し子会社化した。

## 傘下企業
- 株式会社すずのき
- 株式会社ヤマノプラス
- 株式会社ヤマノセイビング
- 株式会社マンツーマンアカデミー